# Steve Mounié
Steve Michel Mounié (Parakou, 29 september 1994) is een Benins voetballer die doorgaans speelt als spits. In juli 2024 verruilde hij Stade Brestois voor FC Augsburg. Mounié maakte in 2015 zijn debuut in het Benins voetbalelftal.

## Clubcarrière
Mounié speelde in de jeugd van Montpellier en debuteerde bij die club ook in het eerste elftal. Op 28 oktober 2014 werd door een treffer van Mouaad Madri met 0–1 verloren van Ajaccio en de aanvaller mocht van coach Rolland Courbis vier minuten voor tijd invallen voor Jean Deza. Eind augustus 2015 werd de aanvaller voor het restant van het seizoen verhuurd aan Nîmes. Dat seizoen werd hij in de Ligue 2 clubtopscorer van Nîmes met elf competitiedoelpunten. Na zijn terugkeer in Montpellier ondertekende Mounié een nieuw contract, tot medio 2019. In het seizoen dat volgde zou de Beninse aanvaller veertienmaal scoren in de Ligue 1.
In de zomer van 2017 kocht het naar de Premier League gepromoveerde Huddersfield Town Mounié voor circa dertien miljoen euro. Hiermee loste hij Aaron Mooy af als duurste aankoop voor de club ooit. In zijn eerste wedstrijd voor Huddersfield hielp Mounié met twee doelpunten mee aan een zege op Crystal Palace (0–3). Na twee seizoenen op het hoogste niveau degradeerde Huddersfield naar het Championship. Stade Brestois haalde de aanvaller in september 2020 terug naar Frankrijk. Met de overgang was een bedrag van circa vijf miljoen euro gemoeid en Mounié tekende voor vier seizoenen bij zijn nieuwe club. Bij Brest maakte hij achtereenvolgens twee keer negen en twee keer zes competitiedoelpunten per seizoen. Na het aflopen van zijn contract nam FC Augsburg de aanvaller over, met een verbintenis voor drie seizoenen.

## Clubstatistieken
| Seizoen | Club              | Competitie     | Competitie | Competitie | Beker | Beker | Internationaal | Internationaal | Totaal | Totaal |
| Seizoen | Club              | Competitie     | Wed.       | Dlp.       | Wed.  | Dlp.  | Wed.           | Dlp.           | Wed.   | Dlp.   |
| ------- | ----------------- | -------------- | ---------- | ---------- | ----- | ----- | -------------- | -------------- | ------ | ------ |
| 2014/15 | Montpellier       | Ligue 1        | 0          | 0          | 1     | 0     | —              | —              | 1      | 0      |
| 2015/16 | Montpellier       | Ligue 1        | 2          | 0          | 0     | 0     | —              | —              | 2      | 0      |
| 2015/16 | → Nîmes           | Ligue 2        | 32         | 11         | 1     | 0     | —              | —              | 33     | 11     |
| 2016/17 | Montpellier       | Ligue 1        | 35         | 14         | 3     | 1     | —              | —              | 38     | 15     |
| 2017/18 | Huddersfield Town | Premier League | 28         | 7          | 3     | 2     | —              | —              | 31     | 9      |
| 2018/19 | Huddersfield Town | Premier League | 31         | 2          | 1     | 0     | —              | —              | 32     | 2      |
| 2019/20 | Huddersfield Town | Championship   | 30         | 8          | 2     | 0     | —              | —              | 31     | 9      |
| 2020/21 | Stade Brestois    | Ligue 1        | 35         | 9          | 2     | 1     | —              | —              | 37     | 10     |
| 2021/22 | Stade Brestois    | Ligue 1        | 35         | 9          | 3     | 1     | —              | —              | 38     | 10     |
| 2022/23 | Stade Brestois    | Ligue 1        | 23         | 6          | 2     | 0     | —              | —              | 25     | 6      |
| 2023/24 | Stade Brestois    | Ligue 1        | 32         | 6          | 3     | 1     | —              | —              | 35     | 7      |
| 2024/25 | FC Augsburg       | Bundesliga     | 0          | 0          | 0     | 0     | —              | —              | 0      | 0      |
| Totaal  | Totaal            | Totaal         | 283        | 72         | 21    | 6     | 0              | 0              | 304    | 78     |

Bijgewerkt op 23 juli 2024.

## Interlandcarrière
Mounié maakte zijn debuut in het Benins voetbalelftal op 13 oktober 2015, toen met 2–1 verloren werd van Congo-Brazzaville. Thievy Bifouma was tweemaal trefzeker voor de Congolezen en Jacques Bessan zorgde voor de tegentreffer. Mounié startte in de basis en hij werd na zestig minuten spelen naar de kant gehaald. De aanvaller speelde op 23 maart 2016 zijn derde interland voor Benin. Hij mocht tegen Zuid-Soedan in de rust invallen voor Frédéric Gounongbe, die had getekend voor de openingstreffer, en een kwartier voor tijd kwam Mounié ook tot scoren.
| Interlands van Steve Mounié voor Benin | Interlands van Steve Mounié voor Benin | Interlands van Steve Mounié voor Benin | Interlands van Steve Mounié voor Benin | Interlands van Steve Mounié voor Benin | Interlands van Steve Mounié voor Benin | Interlands van Steve Mounié voor Benin |
| №                                      | Datum                                  | Wedstrijd                              | Uitslag                                | Competitie                             | Goals                                  |                                        |
| Als speler bij Nîmes                   | Als speler bij Nîmes                   | Als speler bij Nîmes                   | Als speler bij Nîmes                   | Als speler bij Nîmes                   | Als speler bij Nîmes                   | Als speler bij Nîmes                   |
| -------------------------------------- | -------------------------------------- | -------------------------------------- | -------------------------------------- | -------------------------------------- | -------------------------------------- | -------------------------------------- |
| 1                                      | 13 oktober 2015                        | Congo-Brazzaville – Benin              | 2 – 1                                  | Vriendschappelijk                      |                                        |                                        |
| 2                                      | 17 november 2015                       | Burkina Faso – Benin                   | 2 – 0                                  | WK 2018 kwalificatie                   |                                        |                                        |
| 3                                      | 23 maart 2016                          | Zuid-Soedan – Benin                    | 1 – 2                                  | AK 2017 kwalificatie                   | 75'                                    |                                        |
| 4                                      | 27 maart 2016                          | Benin – Zuid-Soedan                    | 4 – 1                                  | AK 2017 kwalificatie                   |                                        |                                        |
| Als speler bij Montpellier             |                                        |                                        |                                        |                                        |                                        |                                        |
| 5                                      | 4 september 2016                       | Mali – Benin                           | 5 – 2                                  | AK 2017 kwalificatie                   |                                        |                                        |
| 6                                      | 24 maart 2017                          | Mauritanië – Benin                     | 1 – 0                                  | Vriendschappelijk                      |                                        |                                        |
| 7                                      | 11 juni 2017                           | Benin – Gambia                         | 1 – 0                                  | AK 2019 kwalificatie                   |                                        |                                        |
| Als speler bij Huddersfield Town       |                                        |                                        |                                        |                                        |                                        |                                        |
| 8                                      | 8 november 2017                        | Congo-Brazzaville – Benin              | 1 – 1                                  | Vriendschappelijk                      |                                        |                                        |
| 9                                      | 12 november 2017                       | Benin – Tanzania                       | 1 – 1                                  | Vriendschappelijk                      |                                        |                                        |
| 10                                     | 9 september 2018                       | Togo – Benin                           | 0 – 0                                  | AK 2019 kwalificatie                   |                                        |                                        |
| 11                                     | 12 oktober 2018                        | Algerije – Benin                       | 2 – 0                                  | AK 2019 kwalificatie                   |                                        |                                        |
| 12                                     | 16 oktober 2018                        | Benin – Algerije                       | 1 – 0                                  | AK 2019 kwalificatie                   |                                        |                                        |
| 13                                     | 17 november 2018                       | Gambia – Benin                         | 3 – 1                                  | AK 2019 kwalificatie                   | 34'                                    |                                        |
| 14                                     | 24 maart 2019                          | Benin – Togo                           | 2 – 1                                  | AK 2019 kwalificatie                   | 83'                                    |                                        |
| 15                                     | 11 juni 2019                           | Guinee – Benin                         | 0 – 1                                  | Vriendschappelijk                      |                                        |                                        |
| 16                                     | 18 juni 2019                           | Benin – Mauritanië                     | 3 – 1                                  | Vriendschappelijk                      | 38', 66', 86'                          |                                        |
| 17                                     | 25 juni 2019                           | Ghana – Benin                          | 2 – 2                                  | AK 2019                                |                                        |                                        |
| 18                                     | 29 juni 2019                           | Benin – Guinee-Bissau                  | 0 – 0                                  | AK 2019                                |                                        |                                        |
| 19                                     | 2 juli 2019                            | Benin – Kameroen                       | 0 – 0                                  | AK 2019                                |                                        |                                        |
| 20                                     | 10 juli 2019                           | Senegal – Benin                        | 1 – 0                                  | AK 2019                                |                                        |                                        |
| 21                                     | 6 september 2019                       | Ivoorkust – Benin                      | 1 – 2                                  | Vriendschappelijk                      |                                        |                                        |
| 22                                     | 9 september 2019                       | Algerije – Benin                       | 1 – 0                                  | Vriendschappelijk                      |                                        |                                        |
| 23                                     | 13 oktober 2019                        | Benin – Zambia                         | 2 – 2                                  | Vriendschappelijk                      | 39'                                    |                                        |
| 24                                     | 13 november 2019                       | Nigeria – Benin                        | 2 – 1                                  | AK 2021 kwalificatie                   |                                        |                                        |
| 25                                     | 17 november 2019                       | Benin – Sierra Leone                   | 1 – 0                                  | AK 2021 kwalificatie                   |                                        |                                        |
| Als speler bij Stade Brestois          |                                        |                                        |                                        |                                        |                                        |                                        |
| 26                                     | 11 oktober 2020                        | Gabon – Benin                          | 0 – 2                                  | Vriendschappelijk                      | 75'                                    |                                        |
| 27                                     | 14 november 2020                       | Benin – Lesotho                        | 1 – 0                                  | AK 2021 kwalificatie                   |                                        |                                        |
| 28                                     | 17 november 2020                       | Lesotho – Benin                        | 0 – 0                                  | AK 2021 kwalificatie                   |                                        |                                        |
| 29                                     | 27 maart 2021                          | Benin – Nigeria                        | 0 – 1                                  | AK 2021 kwalificatie                   |                                        |                                        |
| 30                                     | 8 juni 2021                            | Benin – Zambia                         | 2 – 2                                  | Vriendschappelijk                      |                                        |                                        |
| 31                                     | 15 juni 2021                           | Sierra Leone – Benin                   | 1 – 0                                  | AK 2021 kwalificatie                   |                                        |                                        |
| 32                                     | 2 september 2021                       | Madagaskar – Benin                     | 0 – 1                                  | WK 2022 kwalificatie                   | 22'                                    |                                        |
| 33                                     | 6 september 2021                       | Benin – Congo-Kinshasa                 | 1 – 1                                  | WK 2022 kwalificatie                   |                                        |                                        |
| 34                                     | 7 oktober 2021                         | Tanzania – Benin                       | 0 – 1                                  | WK 2022 kwalificatie                   | 71'                                    |                                        |
| 35                                     | 10 oktober 2021                        | Benin – Tanzania                       | 0 – 1                                  | WK 2022 kwalificatie                   |                                        |                                        |
| 36                                     | 11 november 2021                       | Benin – Madagaskar                     | 2 – 0                                  | WK 2022 kwalificatie                   | 79'                                    |                                        |
| 37                                     | 14 november 2021                       | Congo-Kinshasa – Benin                 | 2 – 0                                  | WK 2022 kwalificatie                   |                                        |                                        |
| 38                                     | 24 maart 2022                          | Liberia – Benin                        | 0 – 4                                  | Vriendschappelijk                      | 70'                                    |                                        |
| 39                                     | 27 maart 2022                          | Zambia – Benin                         | 1 – 2                                  | Vriendschappelijk                      |                                        |                                        |
| 40                                     | 29 maart 2022                          | Togo – Benin                           | 1 – 1                                  | Vriendschappelijk                      | 26'                                    |                                        |
| 41                                     | 4 juni 2022                            | Senegal – Benin                        | 3 – 1                                  | AK 2023 kwalificatie                   |                                        |                                        |
| 42                                     | 8 juni 2022                            | Benin – Mozambique                     | 0 – 1                                  | AK 2023 kwalificatie                   |                                        |                                        |
| 43                                     | 22 maart 2023                          | Benin – Rwanda                         | 1 – 1                                  | AK 2023 kwalificatie                   | 82'                                    |                                        |
| 44                                     | 29 maart 2023                          | RWA – Benin                            | 1 – 1                                  | AK 2023 kwalificatie                   |                                        |                                        |
| 45                                     | 17 juni 2023                           | Benin – Senegal                        | 1 – 1                                  | AK 2023 kwalificatie                   |                                        |                                        |
| 46                                     | 9 september 2023                       | Mozambique – Benin                     | 3 – 2                                  | AK 2023 kwalificatie                   |                                        |                                        |
| 47                                     | 14 oktober 2023                        | Benin – Sierra Leone                   | 1 – 1                                  | Vriendschappelijk                      |                                        |                                        |
| 48                                     | 18 november 2023                       | Zuid-Afrika – Benin                    | 2 – 1                                  | WK 2026 kwalificatie                   | 70'                                    |                                        |
| 49                                     | 21 november 2023                       | Lesotho – Benin                        | 0 – 0                                  | WK 2026 kwalificatie                   |                                        |                                        |
| 50                                     | 23 maart 2024                          | Ivoorkust – Benin                      | 2 – 2                                  | Vriendschappelijk                      |                                        |                                        |
| 51                                     | 26 maart 2024                          | Senegal – Benin                        | 1 – 0                                  | Vriendschappelijk                      |                                        |                                        |
| 52                                     | 6 juni 2024                            | Benin – Rwanda                         | 1 – 0                                  | WK 2026 kwalificatie                   |                                        |                                        |
| 53                                     | 10 juni 2024                           | Benin – Nigeria                        | 2 – 1                                  | WK 2026 kwalificatie                   | 45+3'                                  |                                        |

Bijgewerkt op 23 juli 2024.